# アブラハム・クライトン (1809年没)
アブラハム・クライトン閣下（英語: Hon. Abraham Creighton、1740年ごろ – 1809年9月）は、アイルランド王国出身の政治家。1768年から1800年までアイルランド庶民院議員を務めた。

## 生涯
初代アーン男爵アブラハム・クライトンと妻1人目の妻エリザベス（Elizabeth、旧姓ロジャーソン（Rogerson）、1761年8月6日没、ジョン・ロジャーソンの娘）の三男として、1740年ごろに生まれた。
1768年から1800年までリフォード選挙区の代表としてアイルランド庶民院議員を務めた。1774年、ファーマナ県長官を務めた。庶民院では1799年と1800年の2度にわたり合同法案に反対票を投じたが、最後になって買収され賛成に転じた。
Registrar of Forfeituresを務めた。
1809年9月に死去した。

## 家族
1793年11月5日、メアリー・アシェンハースト（Mary Ashenhurst）と結婚、1女をもうけた。
- エリザベス・シャーロット（1819年9月29日没） - 1815年8月、ロフタス・アンソニー・トッテナム（Loftus Anthony Tottenham）と結婚、子供あり[2]